# Battaglia di Alcazarquivir
La battaglia di Alcazarquivir, detta anche Battaglia dei Tre Re (o di  Oued El Makhazeen in Marocco, e di Alcácer Quibir in Portogallo), si svolse il 4 agosto 1578 a Ksar El Kebir nell'attuale Marocco tra le truppe di Sebastiano I del Portogallo, corso in aiuto del deposto sultano della dinastia Sa'diana Abū ʿAbd Allāh Muḥammad II, suo alleato pretendente al trono, e l'esercito del sultano ʿAbd al-Malik della medesima dinastia, legittimo regnante su gran parte del Maghreb al-Aqṣā (attuale Marocco). Tutti e tre i re persero la vita in battaglia.

## Storia

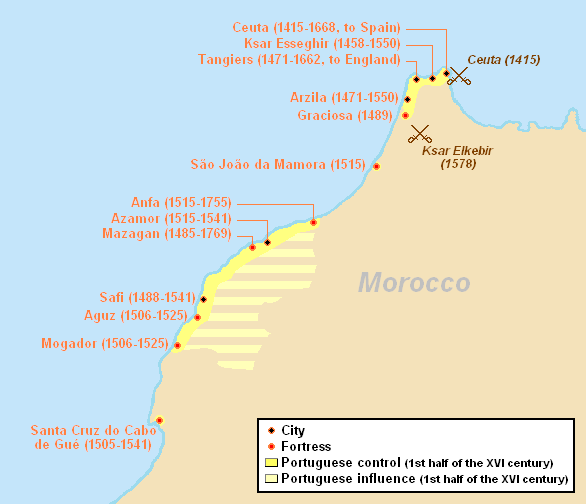
Possedimenti portoghesi in Marocco (XIV-XVI secolo).

Il giovane re portoghese  nel 1578, animato da fervore crociato, si apprestò a una nuova impresa di conquista dei territori africani (una prima spedizione si era avuta nel 1574), a seguito della crisi dei profitti del commercio in Asia e in America, erosi dalla concorrenza inglese e olandese. Sbarcò così in quello che è l'attuale Marocco nell'estate dello stesso anno, col pretesto di collocare sul trono il pretendente saʿdiano Abū ʿAbd Allāh Muḥammad II al-Mutawakkil, che dopo essere stato deposto dallo zio, aveva cercato aiuto nella Penisola iberica.
Lo scontro si concluse con la disfatta delle truppe portoghesi, con la morte del re medesimo, il cui corpo non fu mai ritrovato, del sultano legittimo (morto di vecchiaia e di fatica) e del pretendente al trono (morto annegato). Con la sconfitta portoghese la dinastia Saʿdiana prese il sopravvento col fratello di ʿAbd al-Malik I, Aḥmad al-Manṣūr, regalando al Maghreb al-Aqṣā uno dei suoi massimi periodi di splendore. La morte del sovrano portoghese, determinando la fine della dinastia Aviz, fu invece una delle cause della crisi di successione del 1580, aprendo alla sottomissione del paese agli spagnoli e alla rovina del suo impero coloniale, che ben presto dovette cedere posizioni agli olandesi.

## Cinema
Ispirato agli eventi della battaglia è il film La battaglia dei tre tamburi di fuoco (1990).
La battaglia viene citata nel film No, la folle gloria del comando (1990) di Manoel De Oliveira.